# Charles Hallé
Sir Charles Hallé (Hagen, 11 de abril de 1819 – Mánchester, 25 de octubre de 1895), nacido como Karl Halle, fue un pianista, compositor y director de orquesta británico de origen alemán.

## Biografía
Hallé nació como Karl Halle el 11 de abril de 1819 en Hagen, Westfalia. Tras establecerse en Inglaterra, cambió su nombre por el de Charles Hallé. Sus primeras lecciones de piano fueron por parte de su padre, quien era organista. Ya desde niño mostró notables dotes para tocar el piano: interpretó una sonatina en público a la edad de cuatro años y tocó la percusión en la orquesta desde temprana edad. En agosto de 1828 participó en un concierto en Cassel, donde atrajo la atención de Spohr.
En 1835 fue alumno de Christian Heinrich Rinck en Darmstadt, Alemania, y un año más tarde se trasladó a París para ejercer como profesor y concertista, donde fue muy respetado y apreciado por la sociedad parisina; durante doce años estuvo a menudo asociado con músicos de renombre como Luigi Cherubini, Frédéric Chopin o Franz Liszt, y disfrutó de la amistad de grandes figuras literarias como Alfred de Musset y George Sand. Anteriormente había iniciado una serie de conciertos de cámara con Jean-Delphin Alard y Auguste Franchomme, con muy buena acogida por parte del público.
Hallé permaneció en París hasta 1848, cuando la revolución estalló y tuvo que abandonar el país, instalándose con su primera esposa y sus dos hijos en Londres. En 1853 se mudó a Mánchester, donde tres años más tarde fue nombrado director del Gentlemen's Concert.
En 1857 inauguró en Mánchester unos conciertos de abono con orquesta propia, además de continuar con sus conciertos habituales en Londres. En 1884 la Universidad de Edimburgo le nombró doctor en música, y en 1888 fue elevado al rango de Sir. El mismo año contrajo matrimonio con la violinista Wilma Neruda, con la que en 1889 hizo un viaje de conciertos por Australia.
De regreso a Inglaterra, Hallé se instaló definitivamente en Mánchester, ciudad en la que falleció a la edad de 76 años. Dejó para la posteridad varias obras para piano.
Estuvo casado dos veces: su primer matrimonio tuvo lugar el 11 de noviembre de 1841 con Desirée Smith de Rilieu, quien murió en 1866; y, en segundo lugar, el 26 de julio de 1888, con Wilma Neruda, una distinguida violinista de Moravia. Charles Edward Hallé, hijo de su primera esposa, se convirtió en pintor y director de galería, mientras que su hija, Elinor Hallé, era escultora e inventora.